# Срба Игњатовић
Срба Игњатовић, крштено Србољуб (Књажевац, 11. април 1946) српски је књижевник, књижевни критичар, песник и приповедач. Био је председник Удружења књижевника Србије до 2010. године, а Управни одбор УКС га је 2012. предложио за дописног члана Српске академије наука и уметности. Главни је и одговорни уредник часописа Савременик и уредник у Апострофу.
Члан је оснивач Удружења за културу, уметности и међународну сарадњу „Адлигат” у коме се од 2010. године налази његов легат.

## Биографија
У родном Књажевцу, где је завршио основну школу и гимназију. Дипломирао је, а потом и магистрирао на Филолошком факултету Универзитета у Београду.
Игњатовић је од младости био присутан у културном животу. Још као гимназијалац писао је за школски лист Наши погледи, који је и уређивао, а за десетогодишњицу листа приредио је зборник „Четрнаест песама”. Током дуге и значајне каријере, био је уредник Омладинских новина, Књижевне речи, где је и један од оснивача, библиотеке првих књига Пегаз, часописа Relations, али и уредник–сарадник у више издавачких кућа и професионални уредник у НИРО Књижевне новине.
Игњатовић се бавио и књижевном критиком и повремено је писао критике за Политику, Недељну Борбу, НИН, Илустровану Политику и Вечерње новости. Био је и колумниста Осмице, Књижевних новина, Ослобођења, Одјека и других значајних новина, објављивајући књижевне текстове у листовима и часописима целокупног некадашњег југословенског културног простора. До данас је објавио деветнаест књига критика, есеја и студија.
Срба Игњатовић, осим као књижевни критичар, познат је и као песник и приповедач. Своју прву књигу поезије објавио је 1971. године под називом „Који немају душе”, а до данас укупно их је објавио једанаест. Репрезентативни избор Игњатовићеве поезије „Варвари на Понту” објавила је београдска Просвета 2000. године, а године 2012. Игњатовић је приредио и објавио изборе својих песама „Велики вид” (Вук, Лозница) и „Слободан пад” (Српска књижевна задруга, Београд). Игњатовићева поезија превођена је на румунски, бугарски, македонски, чешки, италијански, немачки и енглески језик, а заступљена је и у низу домаћих и страних антологија поезије. Написао је и осам књига прозе, углавном кратких прича.
Од 1965. године Игњатовић има статус слободног уметника, а од 1970. године је члан Удружења књижевника Србије, где је дуго година био и председник. Члан је Академије АСЛА у Орадеји (Румунија) и Словенске академије књижевности и уметности у Варни (Бугарска). Осим тога, члан је оснивач Удружења за културу, уметности и међународну сарадњу „Адлигат” чије је стварање несебично подржавао од самог почетка. Свој легат формирао је одмах по поновном отварању Библиотеке Лазић 2009/2010. године, две године пре него што је Удружење званично регистровано, и тиме је значајно помогао развој пројекта.
Године 2010. проглашен је за почасног грађанина Књажевца, где је током година често помагао локалне ауторе, те значајно допринео уобличавању књажевачке књижевне сцене. Поводом отварања књажевачког Фестивала културе младих Србије написао је сценарио, а повремено је био и у фестивалском песничком жирију.
Срба Игњатовић тренутно ради као главни и одговорни уредник часописа Савременик и уредник Апострофа, чији је уједно и оснивач. Члан је уредништва часописа Исток који излази у Књажевцу.

## Легат Србе Игњатовића
Легат Србе Игњатовића налази се у Удружењу за културу, уметности и међународну сарадњу „Адлигат” у Београду, а садржи његову личну библиотеку, рукописе, фотографије, личне предмете, али и целокупну архиву издавачке куће Апостроф, чији је оснивач, архиву часописа Савременик и документацију УКС-а из периода када је био његов председник. У легату се налази и први примерак његове прве књиге коју је поклонио својим родитељима, а након њихове смрти Удружењу „Адлигат”, као и десетине првих издања Србиних књига са његовим белешкама и посветама и више стотина књига са посветама његових колега. Осим тога, Удружењу је поклонио и награду „Ђурин шешир” и барељеф који се уз њу добија, а коју је Срба добио за необјављену књигу песама Цинобер. Легат Игњатовића садржи и одабрану збирку публикација о животу и раду Николе Радошевића, Србиног блиског пријатеља, и значајну збирку књига, предмета и посвета у вези са књижевношћу Румуније.

Од формирања легата 2010. године до данас, Игњатовић је Удружењу поклонио више од 15.000 књига са више од 1500 посвета и потписа домаћих и страних колега. 
- Изложени део легата Србе Игњатовића у Музеју српске књижевности
- Део легата, Србина лична библиотека у „Адлигату”
- Део библиотеке, књиге и лични предмети
- Неке од књига Србе Игњатовића у његовом легату.
- Књиге Србе Игњатовића са његовим посветама.

## Награде и признања
- Награда „Исидора Секулић”, за књигу Саломина чинија, 1970.
- Награда „Печат вароши сремскокарловачке”, за песму „Жива слуз”, 1972.
- Награда „Љубиша Јоцић”,
- Награда „Милан Богдановић”, за критички текст о књизи Одбрана света Бранислава Петровића, 1981.
- Награда „Златни беочуг” КПЗ Београда,
- Награда „Кондир Косовке девојке”, 1993.
- Награда „Милан Ракић”, за књигу поезије Судбеник, 2001.
- Награда „Србољуб Митић”, за књигу Судбеник, 2001.
- Награда „Змај Огњени Вук”, за књигу Судбеник, 2001.
- Награда „Златни Орфеј”,
- Повеља Мораве,
- Награда „Златни прстен деспота Стефана Лазаревића”, 2008.
- Награда „Рамонда сербика”, 2011.
- Награда „Миодраг Ћупић”
- Вукова награда, 2014.
- Награда „Ђурин шешир”,
- Награда „Троношки родослов”, за књигу песама Цинобер, 2016.
- Велика награда „Никита Станеску”, Румунија (1995)
- Велика награда „Лучијан Блага”, Румунија (1997),
- Награда „Лучијан Блага” Академије Румуније (2005)
- Велика базјашка повеља, Румунија, 2009.
- Европска медаља „Франц Кафка” (Праг, 2003)
- Медаља „Никола Тесла” часописа Raum und Zeit (2009)
- Велика награда „Летеће перо” Међународног фестивала поезије Словенски загрљај (Варна, 2010)
- Добитник је посебног признања владе Републике Србије за врхунски допринос националној култури (2007)
- Повеља Удружења књижевника Србије (2019)

## Дела

### Књижевне критике, есеји, студије
- Саломина чинија, 1970.
- Саломина чинија II, 1974.
- Доба колажа, 1978.
- Поетизам стрипа, 1979.
- Проза промене – српска проза 1950–1979, 1981.
- Текст и свет, 1982.
- Срећни Вавилон, 1986.
- Записи слободног стрелца, 1986.
- Књижевност и нови мит, 1988.
- Хроничар, бунтовник, алхемичар, 1989.
- Десет српских песника, 1992.
- Хроника песничког умећа, 1992.
- Усуд, сепарат објављен у часопису Стварање, бр. 9-10-11-12 / септембар-децембар 1998, Подгорица
- На мраву небо/Мало и велико у поезији Зорана Милића, 1999.
- Без обланде, 2000.
- Сцена на тацни, 2003.
- Свет медија Петра Зеца, 2010.
- Лирски осмоглас, 2012.
- Проза промене – српска проза 1950–1990, допуњено издање, 2012.

Написао је (заједно са Синишом Ристићем) уводну студију за монографију Спајајући вале са звездама: лирски распони Милене Павловић Барили (Београд, 1998), као и ликовну монографију Драган Савић (1990).

### Поезија
- Који немају душе, 1971.
- Десети круг, 1975.
- Слагачница, 1981.
- Рептил/полиптих, 1983
- Зограф оштра срца, 1989.
- Рашљар, 1989.
- Гачући у нови век, 1993.
- Варвари на Понту: изабране и нове песме, избор и предговор Јован Пејчић, Београд, 2000.
- Судбеник, 2001.
- Слепи путник, 2007.
- Чим сване и друге утопије, 2011.
- Велики вид, изабране песме, 2012.
- Слободан пад, изабране песме, 2012.
- Цинобер, 2015.

### Проза
- Црв у глави, кратке приче, Београд, 1998.
- Како ми је жаба улетела у уста или о самосазнавању, роман-оглед, Београд, 1998.
- Кад смо сви били Тито и друге приче, Београд, 1994, друго допуњено издање 1998, треће допуњено издање 2008.
- Дубока Кина, проза, 2003,
- Ниже и наниже, проза, 2005.
- Пролазна кућа, кратке приче, 2011.
- Криза у више лекција, записи, 2014.
- Мрежоловка, роман, 2019.

### Драма
- Фарса Излазе на даске три краља од Данске увршћена је у Савремену српску драму 5, 1999.

### Преводи на стране језике
Превођен је на неколико страних језика.
- , избор Игњатовићеве поезије на македонском, Скопље, 1986.
- , избор Игњатовићеве поезије на италијанском, Бари, 1994.
- , избор Игњатовићеве поезије на румунском, Темишвар, 1997.
- Игњатовићева књига Гачући у нови век објављена је у Букурешту као двојезично издање на румунском и српском језику, 1997.
- , избор поезије на чешком, Праг, 2007.
- , избор песама на немачком, Смедерево, 2009.
- , избор песама на енглеском, Њу Лондон, САД, 2010.
- , Панчево, 1991. Књига Хроничар, бунтовник, алхемичар објављена је на румунском, а посвећена је поезији Јоана Флоре.
- Исто тако на румунски је преведено и друго, допуњено издање Игњатовићеве књиге Кад смо сви били Тито и друге приче, 1997, a појавило се и на бугарском, Софија, 2007.

### Библиофилска илустрована издања
- Десети круг, сепарат из часописа Знак бр. 2–3, Београд, 1972.
- Прострто меко море сна, избор стихова, графике и издање Сенадина Турсића, Београд, 1980.
- Рашљар, цртежи Драгана Пешића, текстови Србе Игњатовића, каталог-плакета, издање Галерије графичког колектива, Београд, 1991.
- Жива књига, избор прозаида у заједници са Дејаном Богојевићем, Књажевац, 2007.

### Зборници
- Читајући Србу Игњатовића, зборник огледа и осврта о Игњатовићевом књижевном раду објављен је у издању Апострофа, Београд, 2013.